# Valon Behrami
Valon Behrami (* 19. dubna 1985 Mitrovicë) je bývalý švýcarský profesionální fotbalista albánského původu, který hrál na pozici defensivního záložníka. Mezi lety 2005 a 2018 odehrál také 83 zápasů v dresu švýcarské reprezentace, ve kterých vstřelil 2 branky.
Je účastníkem Mistrovství světa 2006 v Německu, Mistrovství světa 2010 v Jihoafrické republice, Mistrovství světa 2014 v Brazílii a Mistrovství světa 2018 v Rusku.

## Klubová kariéra
Behrami působil profesionálně na klubové úrovni v FC Lugano, FC Janov, Hellas Verona, SS Lazio, West Ham United, ACF Fiorentina a SSC Neapol. S Neapolí vyhrál v sezoně 2013/14 italský pohár (Coppa Italia).
Po úspěšné sezóně 2013/14 přestoupil 3. srpna 2014 do německého Hamburgeru, se kterým podepsal smlouvu na tři roky.
V létě 2015 posílil anglický Watford FC, nováčka Premier League 2015/16.
Po nevydařené štaci ve Watfordu se dvaatřicetiletý internacionál upsal na dva roky s opcí italskému klubu Udinese Calcio. 
V sezóně 19/20 se ze Sionu, kam zamířil právě z Udinese, přemístil zpět do FC Janov, kde oblékl dres s číslem 85.

## Reprezentační kariéra
Behrami reprezentoval Švýcarsko v mládežnických kategoriích.
Svůj debut za A-mužstvo Švýcarska absolvoval v roce 2005.
Zúčastnil se Mistrovství světa 2006 v Německu i Mistrovství světa 2010 v Jihoafrické republice.
Německý trenér Švýcarska Ottmar Hitzfeld jej nominoval také na Mistrovství světa 2014 v Brazílii. Švýcaři se se 6 body kvalifikovali z druhého místa základní skupiny E do osmifinále proti Argentině, které podlehli 0:1 po prodloužení a z turnaje byli vyřazeni.

## Soukromý život
V letech 2006–2018 udržoval partnerský vztah s Elenou Bonzanniovou, s níž má dcery Sofii a Isabel.
V červenci 2018, krátce po návratu z fotbalového MS 2018, se oženil se švýcarskou sjezdovou lyžařkou Larou Gutovou.